# Формула 1 — сезона 1980
31. сезона Формуле 1 је одржана 1980. године од 13. јануара до 5. октобра. Вожено је 14 трка. Иако се није бодовала за првенство, ВН Шпаније се возила 1. јуна. Алан Џоунс је победио на тој трци и, такође, освојио наслов првака возача. Вилијамс је освојио свој први од многих конструкторских наслова.
Ова сезоне је последња на којој није победио један од возача из Ферарија или Макларена.